# TeJay Anderson
TeJay Anderson (Dorchester, 5 maggio 1981) è un ex cestista e allenatore di pallacanestro statunitense.

## Palmarès
- Miglior giocatore straniero del campionato svedese: 2007